# 条形码打印机

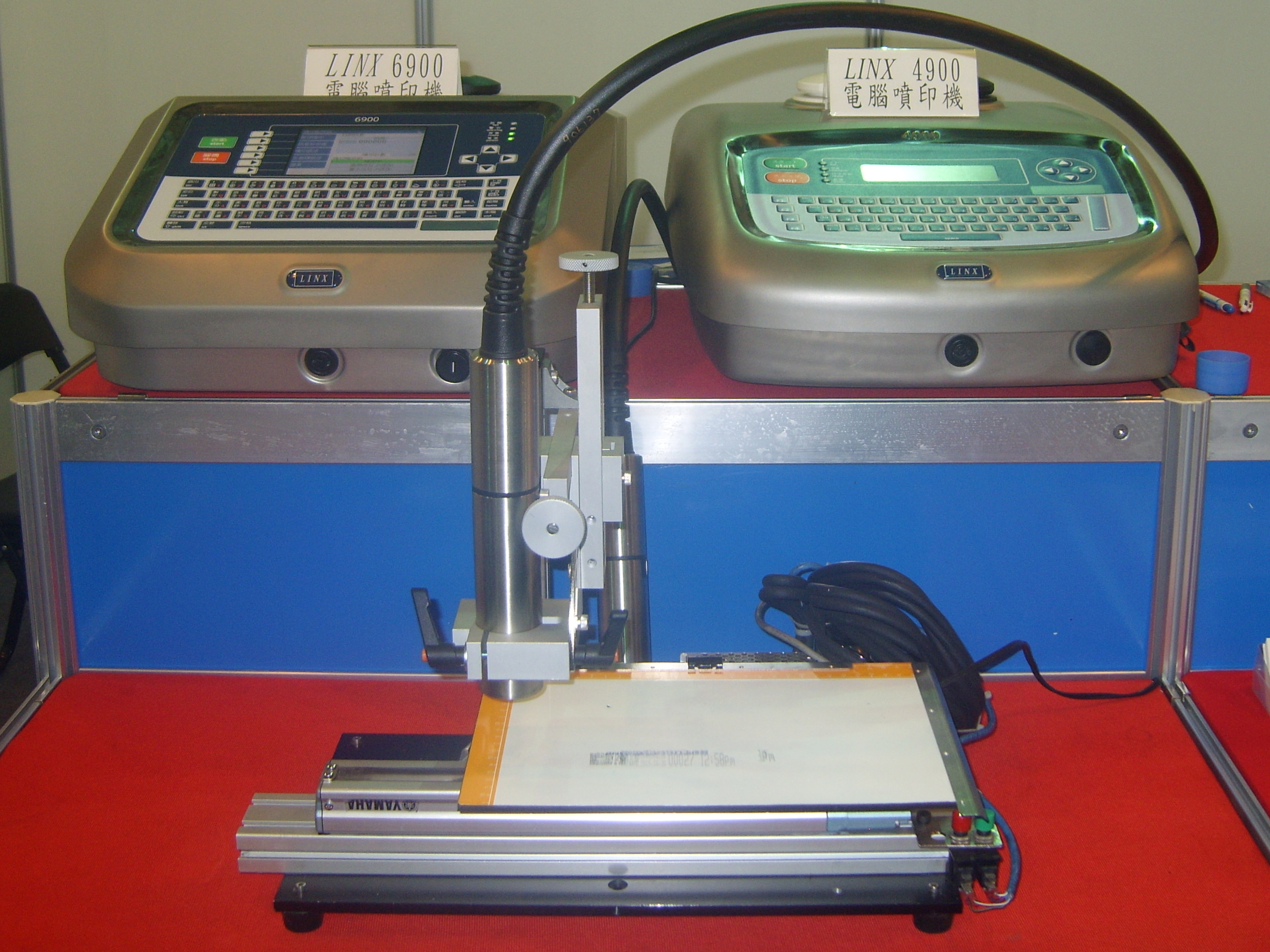
A barcode printer

条形码打印机是用来可以粘贴到其它物体上的条形码标签的打印机。条形码打印机通常用于打印货物包装箱上的标签或者是零售商品的通用产品编码或欧洲产品编码。
条形码打印机有两种不同的打印机技术，热敏及热转换。直接热敏打印机的打印头通过加热是特殊打印纸发生化学变化转变成黑色。热转换打印机也使用加热的方法，但是它不是在纸张上发生反应，而是通过熔化色带上的蜡或者树脂从而打印到标签上。高温将墨水从色带转印到纸张上。直接热敏打印机通常价格较低，但是所打印的产品标签如果置于高温、阳光直射或者化学气体的环境中很容易就变得模糊。
不同的市场领域有不同的条形码打印机设计。工业条形码打印机用于大型仓库或者制造工厂中，这些打印机有大容量的纸盒，打印速度快，并且使用寿命很长。在零售与办公环境中，最为常见的是桌面型条形码打印机。